# 愛麗絲·布雷迪

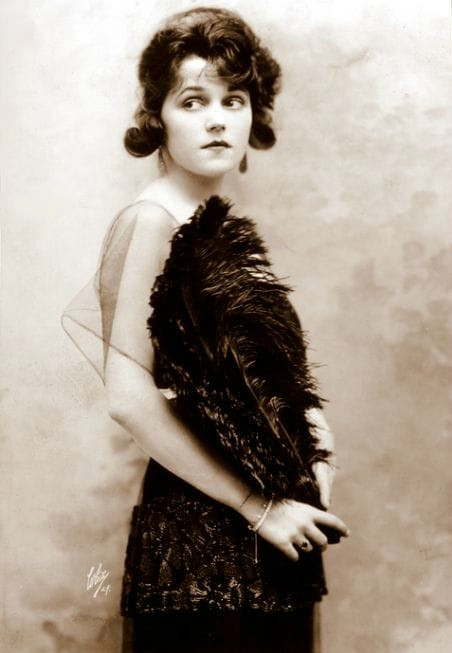

愛麗絲·布雷迪（英語：Alice Brady，1892年11月2日—1939年10月28日）是美國電影演員，她曾獲得奧斯卡最佳女配角獎。